# Abraham Schalit
Abraham Haim Schalit (en hebreo: אברהם שליט‎); (Zolochiv, Imperio austrohúngaro, 1898, 21 de agosto de 1979) fue un filólogo e historiador israelí, erudito del período del Segundo Templo, y en el estudio del historiador judío Flavio Josefo, así como en el reinado de Herodes I. En 1960, Schalit fue galardonado con el Premio Israel de Estudios judaicos.

## Biografía
Schalit nació en 1898 en Zolochiv, Galitzia, Imperio austrohúngaro (de 1918 a 1939 Polonia y actualmente Ucrania). Estudió en la Universidad de Viena donde sus maestros académicos fueron Wilhelm Kubitschek y Adolf Wilhelm. En 1927 completó sus estudios en Viena y enseñó en el Gimnasyum Judío de Brno durante los siguientes dos años. Oskar Kurt Rabinowitz, un representante del sionismo revisionista, fue uno de los cofundadores de esta escuela de gramática, donde él mismo enseñó historia. Parece que Shalit fue influenciado al pensamiento sionista a través de él. En 1929, emigró a Eretz Israel, fue el resultado de este desarrollo interno.
En lo que entonces era el Mandato Británico, Shalit comenzó a traducir a Josefo del griego antiguo al hebreo moderno. Sus estudios históricos de la década de 1930 hacen comparaciones entre la antigua Judea y Eretz Israel. Shalit elogió la heroica lucha por un estado judío independiente, lo que resultó en una evaluación negativa de Herodes y Josefo.
En 1950, se unió a la facultad del Departamento de Historia de la Universidad Hebrea de Jerusalén como conferenciante y fue nombrado profesor de historia judía en 1957. También fue editor y autor de muchos volúmenes de la Enciclopedia Judía y la Enciclopedia Bíblica, así como editor de la Enciclopedia Hebrea. Además, editó el volumen "El período helenístico" de la serie de libros "Historia del pueblo de Israel", publicado en 1972.
Abraham Shalit falleció en Israel en 1979 y fue enterrado en el cementerio Har HaMenuchot.

## Principales obras
Abraham Schalit escribió sus principales obras sobre Herodes y Josefo. La disertación inédita de Shalit de 1925, comparó a Flavio Josefo con su oponente contemporáneo, Justo de Tiberíades. En esta obra temprana, Schalit rindió homenaje a Josefo como un patriota que buscaba sinceramente promover la causa de los rebeldes contra Roma y vio en Justo nada más que un "personaje promedio ordinario" que actuaba solo por motivos personales. Este trabajo se lo consideró perdido y, por lo tanto, no fue recibido científicamente. En 1995 se encontró dicha obra en la Biblioteca de la Universidad de Viena, catalogado incorrectamente. 
Originalmente consideró a Josefo como un mal historiador, pero más tarde lo consideró un pragmático. Según Daniel R. Schwartz, bajo la impresión del Holocausto, Schalit cambió sus posiciones científicas. El Holocausto había demostrado que el poder tiene prioridad sobre la ley. Para Herodes, Josefo y sus contemporáneos, esto significaba que la supremacía romana debía ser reconocida. Herodes pudo lograr mucho para sus súbditos judíos bajo este auspicio. "Aquellos judíos que... Perdieron más y mataron a innumerables personas en el camino. La realeza de Herodes para Shalit, en otras palabras, era un 'consejo de judíos' en un imperio que solo estaba interesado en la dominación, no en la destrucción. (Daniel R. Schwartz)
Después de la fuerte (aunque no inesperada) crítica de su biografía de Herodes, Shalit apenas publicó en hebreo, sino en inglés y alemán. Cooperó con el Institutum Judaicum Delitzschianum en Münster, un centro de investigación de Josefo.

## Premios
- En 1960, Schalit recibió el Premio Israel de Estudios judaicos.[6]
- Schalit recibió el Premio Tchernichovsky a la Traducción ejemplar.

## Obras publicadas
- La vida de Josefo. Una investigación histórico-crítica. Disertación Universidad de Viena 1925 (sin imprimir).
- Vida de Josefo: traducción al español en el sitio de la Biblioteca de Clásicos Grecolatinos.
- Josefo y Justo. En: Klio. Volumen 26, 1933, pp. 67–95.
- Diccionario de nombres de Flavio Josefo. Brill, Leiden 1968.
- Herodes. El hombre y su obra. De Gruyter, Berlín 1969; 2ª edición De Gruyter, Berlín 2001 ISBN 3-11-017036-1.
- Sobre Josefo - Investigación (Wege der Forschung. Volumen 84). Wissenschaftliche Buchgesellschaft, Darmstadt 1974.
- La elevación de Vespasiano según Flavio Josefo, el Talmud y el Midrash. Sobre la historia de una profecía mesiánica. En: Rise and Decline of the Roman World Volume II 2: Political History (Imperial History), de Gruyter, Berlín 1975, pp. 208–327.
- Estudios sobre la Asunción de Moisés (Obras sobre la literatura y la historia del judaísmo helenístico. Volumen 17). Brill, Leiden 1989